# Changan Lamore

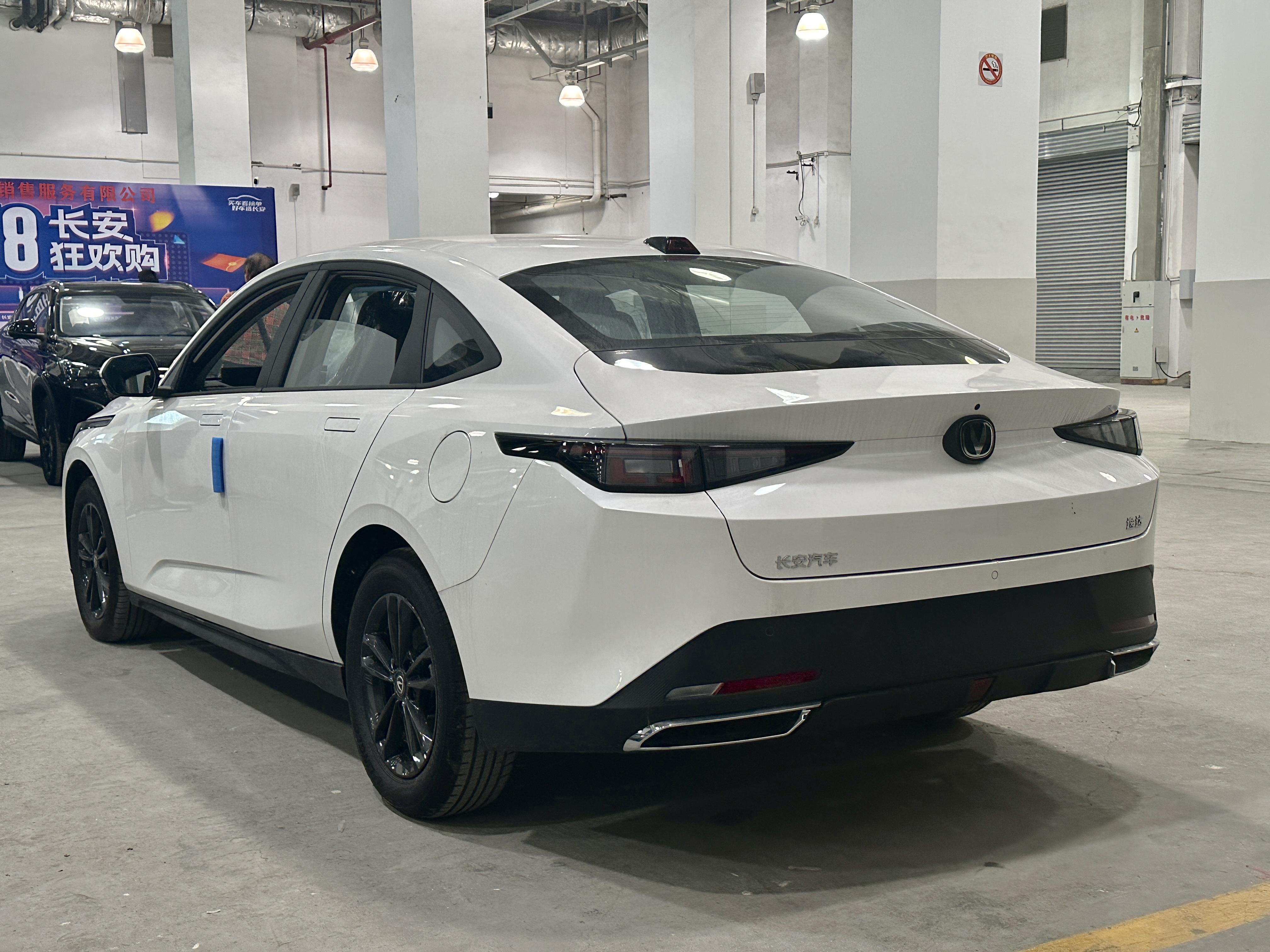
Heckansicht

Der Changan Lamore ist eine Limousine der zum chinesischen Automobilhersteller Chongqing Changan Automobile Company gehörenden Marke Changan.

## Geschichte
Erstmals vorgestellt wurde der Wagen im Dezember 2022. In China kam er im März 2023 in den Handel, der russische Markt folgte im September 2023.

## Technik
Technisch ist das Fahrzeug eng mit der Fließheck-Limousine Changan Uni-V verwandt. So ist beispielsweise der aufgeladene 1,5-Liter-Ottomotor mit maximal 133 kW (181 PS) aus diesem Modell bereits bekannt. Eine Plug-in-Hybrid-Version mit bis zu 145 km elektrischer Reichweite nach dem CLTC-Fahrzyklus folgte im März 2025 ausschließlich für China.
|                                             | 1.5T                             | 1.5T                             | PHEV 70                     | PHEV 145                    |
| ------------------------------------------- | -------------------------------- | -------------------------------- | --------------------------- | --------------------------- |
| Markt                                       | China                            | Russland                         | China                       | China                       |
| Bauzeitraum                                 | seit 03/2023                     | seit 09/2023                     | seit 03/2025                | seit 03/2025                |
| Motorkenndaten                              |                                  |                                  |                             |                             |
| Motortyp                                    | R4-Ottomotor                     | R4-Ottomotor                     | R4-Ottomotor + Elektromotor | R4-Ottomotor + Elektromotor |
| Motoraufladung                              | Turbolader                       | Turbolader                       | —                           | —                           |
| Hubraum                                     | 1494 cm³                         | 1494 cm³                         | 1497 cm³                    | 1497 cm³                    |
| max. Leistung Verbrennungsmotor bei min−1   | 125 kW (170 PS) / 5500           | 133 kW (181 PS) / 5500           | 72 kW (98 PS) / 5600        | 72 kW (98 PS) / 5600        |
| max. Leistung Elektromotor                  | —                                | —                                | 140 kW (190 PS)             | 158 kW (215 PS)             |
| max. Systemleistung                         | —                                | —                                | 140 kW (190 PS)             | 158 kW (215 PS)             |
| max. Drehmoment Verbrennungsmotor bei min−1 | 260 Nm / 1500–4000               | 300 Nm / 1500–4000               | 125 Nm / 3000               | 125 Nm / 3000               |
| max. Drehmoment Elektromotor                | —                                | —                                | 330 Nm                      | 330 Nm                      |
| max. Systemdrehmoment                       | —                                | —                                | 330 Nm                      | 330 Nm                      |
| Kraftübertragung                            |                                  |                                  |                             |                             |
| Antrieb                                     | Vorderradantrieb                 | Vorderradantrieb                 | Vorderradantrieb            | Vorderradantrieb            |
| Getriebe                                    | 7-Stufen-Doppelkupplungsgetriebe | 7-Stufen-Doppelkupplungsgetriebe | E-CVT                       | E-CVT                       |
| Messwerte                                   |                                  |                                  |                             |                             |
| Höchstgeschwindigkeit                       | 200 km/h                         | 200 km/h                         | 185 km/h                    | 185 km/h                    |
| Beschleunigung, 0–100 km/h                  | k. A.                            | k. A.                            | 7,9 s                       | 6,8 s                       |
| Kraftstoffverbrauch auf 100 km, kombiniert  | 6,0 l Super                      | 6,9 l Super                      | 1,9 l Super                 | 1,0 l Super                 |
| Tankinhalt                                  | 51 l                             | 51 l                             | 48 l                        | 48 l                        |
| Energieinhalt Akku                          | —                                | —                                | 9,1 kWh                     | 18,4 kWh                    |
| elektrische Reichweite nach CLTC            | —                                | —                                | 70 km                       | 145 km                      |
| Abgasnorm                                   | China VIb                        | k. A.                            | China VIb                   | China VIb                   |